# Small Change
Small Change este un album lansat de Tom Waits în 1976 prin Asylum Records. A fost înregistrat în iulie 1976. 

## Tracklist
1. "Tom Traubert's Blues (Four Sheets to the Wind in Copenhagen)" (6:39)
2. "Step Right Up" (5:43)
3. "Jitterbug Boy (Sharing a Curbstone with Chuck E. Weiss, Robert Marchese, Paul Body and The Mug and Artie)" (3:44)
4. "I Wish I Was in New Orleans (In the Ninth Ward)" (4:53)
5. "The Piano Has Been Drinking (Not Me) (an Evening with Pete King)" (3:40)
6. "Invitation to the Blues" (5:24)
7. "Pasties and a G-String (At the Two O'Clock Club)" (2:32)
8. "Bad Liver and a Broken Heart (In Lowell)" (4:50)
9. "The One That Got Away" (4:07)
10. "Small Change (Got Rained on with His Own .38)" (5:07)
11. "I Can't Wait to Get Off Work (And See My Baby on Montgomery Avenue)" (3:17)

- Toate cântecele au fost scrise de Tom Waits.